# Victor Foitzick

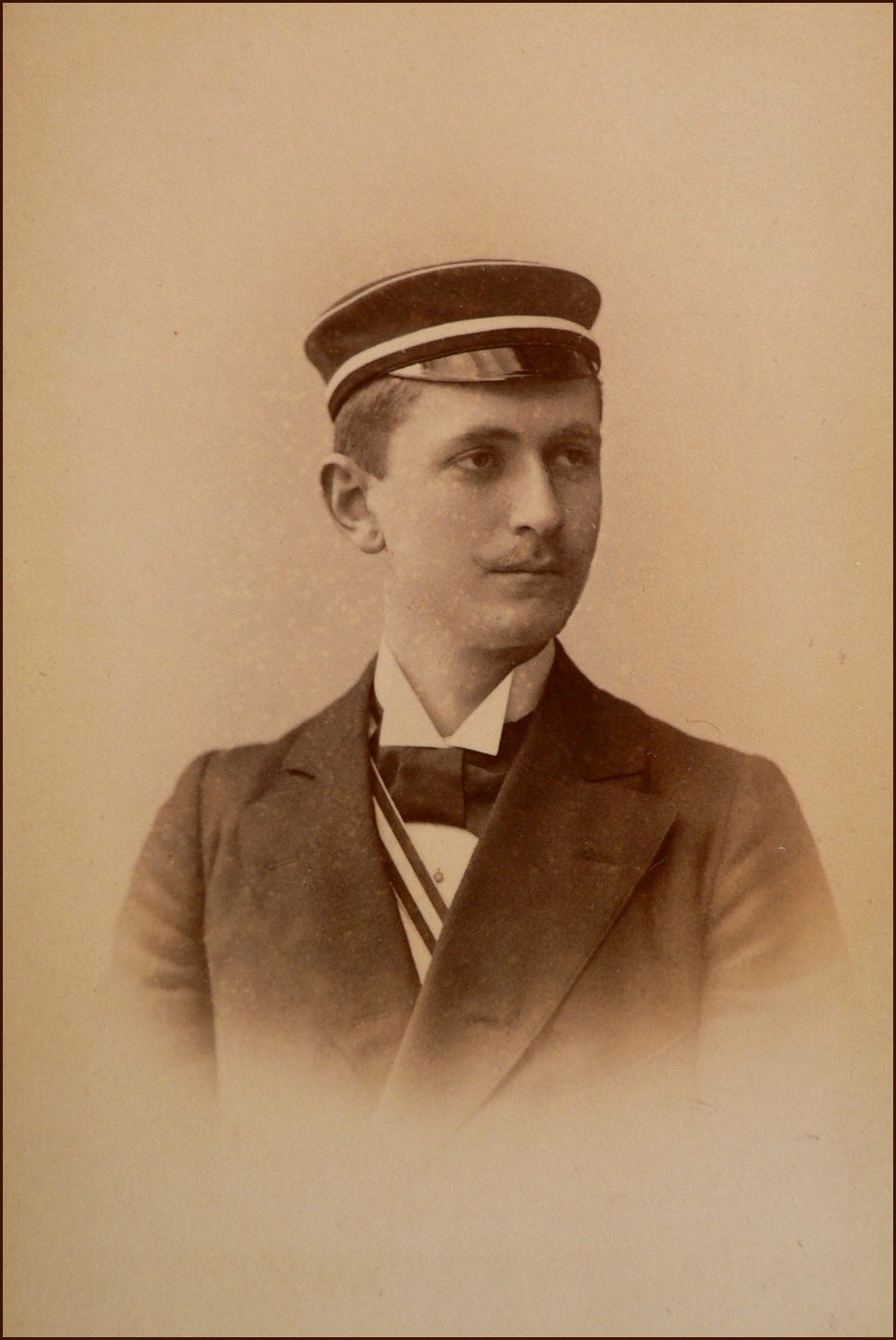
Victor Foitzick (1896)

Victor Foitzick (* 8. Juli 1877 in Kalkberge in der Mark; † 9. März 1952 in Berlin) war ein deutscher Jurist.

## Werdegang
Foitzick studierte an der  Schlesischen Friedrich-Wilhelms-Universität Rechtswissenschaft. 1896 wurde er im  Corps Borussia Breslau aktiv. 1897 schloss er sich auch dem Corps Suevia Tübingen an.
Bis 1924 war er Oberlandesgerichtsrat am Oberlandesgericht Breslau. Im November 1925 wurde er zum Oberverwaltungsgerichtsrat am  Preußischen Oberverwaltungsgericht ernannt. Am 1. Januar 1942 trat er in den Ruhestand. Nach Ende des Zweiten Weltkriegs war er von 19. November 1945 bis zum 28. Februar 1951 Präsident des Oberverwaltungsgerichts Berlin und daneben von 1. Dezember 1948 bis 28. Februar 1951 letzter Präsident des Bezirksverwaltungsgerichts im Britischen Sektor Berlins.
Victor Foitzick starb 1952 im Alter von 74 Jahren. Beigesetzt wurde er auf dem Friedhof Heerstraße in Berlin-Westend (Feld 8-C-53). Das Grab wurde nach 2005 abgeräumt. An gleicher Stelle befindet sich seit 2012 das Ehrengrab des Sängers Dietrich Fischer-Dieskau.

## Ehrungen
- Bundesverdienstkreuz 1. Klasse (1952)